# Gyrophanopsis
Gyrophanopsis — рід грибів родини Meruliaceae. Назва вперше опублікована 1979 року.

## Класифікація
Згідно з базою MycoBank до роду Gyrophanopsis відносять 2 офіційно визнаних види:
- Gyrophanopsis polonensis
- Gyrophanopsis zealandica